# 神崎宣武
神崎 宣武（かんざき のりたけ、1944年6月28日- ）は、日本の民俗学者。陶磁器、食文化の研究を主とする。

## 来歴
岡山県出身。武蔵野美術大学を卒業し、國學院大學文学部で神道研修を修了した。
近畿日本ツーリスト日本観光文化研究所事務局長・所長を務めるとともに、岡山県美星町の宇佐八幡神社の宮司でもある。
このほか、2021年に解散した旅の文化研究所所長、文化庁文化審議専門委員、一般社団法人高梁川流域学校校長、五十鈴塾塾長を務めた。

## 著書
- 『やきもの風土記』防長紀行 マツノ書店 1976
- 『暮しの中の焼きもの 日本人の生活と文化 4』日本観光文化研究所編 ぎょうせい 1982
- 『やきもののはなし』さ・え・ら書房 人間の知恵　1982
- 『吉備高原の神と人 村里の祭礼風土記』中公新書 1983
- 『はるかなる吉備 王国の風景』日本観光文化研究所編 そしえて 風土と歴史をあるく 1983
- 『やきもの紀行 窯場からのリポート』未来社 1984
- 『わんちゃ利兵衛の旅 テキヤ行商の世界』河出書房新社 1984、ちくま文庫 2023
- 『峠をこえた魚』福音館日曜日文庫 1985
- 『盛り場のフォークロア』河出書房新社 1987
- 『日本人は何を食べてきたか 食の民俗学』大月書店 1987
- 『「クセ」の日本文化』日本経済新聞社 1988
- 『「地域おこし」のフォークロア』ぎょうせい 日本列島活性化シリーズ 1988
- 『包丁人英造の修業時代』河出書房新社 1988
- 『聞書遊廓成駒屋 不思議な場所のフォークロア』講談社 1989。『聞書き遊廓成駒屋』ちくま文庫 2016
- 『観光民俗学への旅』河出書房新社 1990
- 『いなか神主奮戦記 「むら」と「祭り」のフォークロア』講談社 1991、『神主と村の民俗誌』講談社学術文庫 2019
- 『酒の日本文化』角川選書 1991、角川ソフィア文庫　2006
- 『物見遊山と日本人』講談社現代新書 1991
- 『経営の風土学-佐伯勇の生涯』河出書房新社 1992（『近鉄中興の祖　佐伯勇の生涯』創元社 2019）
- 『湿気の日本文化』日本経済新聞社 1992
- 『盛り場の民俗史』岩波新書 1993
- 『神さま・仏さま・ご先祖さま 「ニッポン教」の民俗学』小学館 1995
- 『百姓の国』河出書房新社 1995
- 『「うつわ」を食らう 日本人と食事の文化』日本放送出版協会 NHKブックス 1996、吉川弘文館「読みなおす日本史」 2017
- 『おみやげ 贈答と旅の日本文化』青弓社 1997
- 『ちちんぷいぷい-「まじない」の民俗』小学館 1999
- 『三三九度-日本的契約の民俗誌』岩波書店 2001、岩波現代文庫 2008
- 『江戸に学ぶ「おとな」の粋』講談社 2003、角川ソフィア文庫 2008
- 『江戸の旅文化』岩波新書 2004
- 『「まつり」の食文化』角川選書 2005
- 『しきたりの日本文化』角川ソフィア文庫、2008
- 『ゑびす大黒 笑顔の神さま』INAX出版 2009
- 『「旬」の日本文化』角川ソフィア文庫 2009
- 『47都道府県・伝統行事百科』丸善出版 2012
- 『大和屋物語 大阪ミナミの花街民俗史』岩波書店 2015
- 『「おじぎ」の日本文化』角川ソフィア文庫、2016
- 『「吉備」の歴史と伝統文化　備中志塾講義録』吉備人出版、2018
- 『日本人の原風景　風土と信心とたつきの道』講談社学術文庫、2021
- 『まぐわう神々』角川選書 2023

### 共編著
- 『粒食文化と芋飯文化』下元豊共著 柴田書店 シリーズ食文化の発見 世界編 1981
- 『町の暮しとなりたち　日本人の生活と文化 1』米山俊直共著、日本観光文化研究所編 ぎょうせい 1982
- 『台所用具は語る』筑摩書房 1984 河井邦彦写真
- 『九州 (日本の郷土料理)』ぎょうせい 1986/4
- 『北海道・東北 (日本の郷土料理) 』ぎょうせい 1986/5
- 『四国 (日本の郷土料理)』 ぎょうせい 1986/7
- 『東北 (日本の郷土料理)』 ぎょうせい 1986/9
- 『中部 (日本の郷土料理)』 ぎょうせい 1986/11

各：石毛直道、奥村彪生、山下諭一共編　
- 『おふろのはなし』小林稔共著 さ・え・ら書房 人間の知恵　1986
- 『海と道』高田勲絵 さ・え・ら書房 道の発達とわたしたちのくらし 1988
- 『街道と旅』鴇田幹絵 さ・え・ら書房 道の発達とわたしたちのくらし 1988
- 『川と道』高田勲絵 さ・え・ら書房 道の発達とわたしたちのくらし 1988
- 『鉄道と道路』吉松八重樹絵 さ・え・ら書房 道の発達とわたしたちのくらし 1988
- 『山と道』吉松八重樹絵 さ・え・ら書房 道の発達とわたしたちのくらし 1988
- 『温泉大百科 1』山本鉱太郎共編 ぎょうせい 1988
- 『素顔のダライ・ラマ14世』藤田弘基撮影 ペマ・ギャルポ共著 ぎょうせい 1989
- 『馬の文化叢書 第5巻 近代 馬と日本史4』編 馬事文化財団 1994
- 『タコは、なぜ元気なのか タコの生態と民俗』奥谷喬司共編著 草思社 1994
- 『備中神楽』光岡てつま写真 山陽新聞社出版局編 山陽新聞社 山陽新聞サンブックス 1997
- 『とっくりのがんばり 貧乏徳利は呑ん兵衛の味方』監修 與倉伸司、矢島吉太郎著 内藤忠行写真 TaKaRa酒生活文化研究所 酒文ライブラリー　1998
- 『図説日本のうつわ 食事の文化を探る』河出書房新社 ふくろうの本 1998
- 『失われた日本の風景 故郷回想』薗部澄写真 河出書房新社 らんぷの本 2000
- 『失われた日本の風景 都市懐旧』薗部澄写真 河出書房新社 らんぷの本 2000
- 『開運!えんぎ読本 自己癒しの文化再発見』編著 チクマ秀版社 2000
- 『絵でみる日本大地図 改訂版』千田稔,斎藤靖二共監修 同朋舎 ピクチャーアトラスシリーズ 2001
- 『食の文化フォーラム 旅と食』編 ドメス出版 2002
- 『文明としてのツーリズム 歩く・見る・聞く、そして考える』編著 人文書館 2005
- 『乾杯の文化史』編 ドメス出版 2007
- 『冠婚葬祭・年中行事のなぜ? 日本のしきたり』監修 ニューミレニアムネットワーク編著 ダイヤモンド社 2008
- 小沢昭一『道楽三昧 遊びつづけて八十年』聞き手 岩波新書 2009
- 『日本文化事典』白幡洋三郎、井上章一共編、丸善出版 2016

## 論文
- Cinii

## その他

### ドキュメンタリー
- ETV特集「消えゆく“ニッポン”の記録〜民俗学者・神崎宣武〜」（2023年2月11日、NHK Eテレ）[4]